# Municipio de Roubidoux (condado de Texas)
El municipio de Roubidoux (en inglés: Roubidoux Township) es un municipio ubicado en el condado de Texas en el estado estadounidense de Misuri. En el año 2010 tenía una población de 1819 habitantes y una densidad poblacional de 8,57 personas por km².

## Geografía
El municipio de Roubidoux se encuentra ubicado en las coordenadas 37°32′7″N 92°9′57″O / 37.53528, -92.16583. Según la Oficina del Censo de los Estados Unidos, el municipio tiene una superficie total de 212.21 km², de la cual 211,67 km² corresponden a tierra firme y (0,26 %) 0,54 km² es agua.

## Demografía
Según el censo de 2010, había 1819 personas residiendo en el municipio de Roubidoux. La densidad de población era de 8,57 hab./km². De los 1819 habitantes, el municipio de Roubidoux estaba compuesto por el 93,84 % blancos, el 1,54 % eran afroamericanos, el 0,55 % eran amerindios, el 0,66 % eran asiáticos, el 0,38 % eran de otras razas y el 3,02 % eran de una mezcla de razas. Del total de la población el 2,97 % eran hispanos o latinos de cualquier raza.